# Adam Świerkocz
Adam Mirosław Świerkocz alias Świerkosz (Prudnik, 15 de dezembro de 1964) é um aviador e militar polaco. Foi general de brigada do Exército Polonês.
Estudou em Dęblin, Varsóvia, Bydgoszcz, Bracknell (Reino Unido) e Maxwell (Estados Unidos). Comandou as guarnições em Powidz e Łask. A 15 de agosto de 2007, foi promovido ao posto de general de brigada.

## Condecorações
- Cruz de Mérito de Bronze (2002)[4]
- Cruz de Mérito de Prata (2005)[5]